# Готель Едельвейс
Готель Едельвейс — комедія українського кіновиробництва. Прем'єра відбулася 21 листопада 2019 року.

## Сюжет
Це історія про молодого українського мільйонера Алекса (Сергій Комаровський), який бажає розбагатіти ще більше. Він дізнається, що існують поклади золота під одним забутим готелем десь посеред гір. Але він не продається. Тому бізнесмен поселяється в забутому готелі «Едельвейс» з метою отримати прихильність доньки його власника (Катерина Рубашкіна). Ось тут і трапляються пригоди. Виявляється, що дівчина вже збирається заміж, інші авантюристи також знають про золото, і все не так просто, коли мова йде про неймовірну справжню силу кохання.

## Історія створення
Цей фільм почали знімати у 2015 р., але проект через брак коштів було припинено. В результаті довелося змінювати локації та багато іншого. Наприклад, карпатським замком у кадрі стала споруда, розташована у с. Личківці Тернопільської області. Також були задіяні Київська область та сама українська столиця. Над сюжетом стрічки працював Стас Медведєв (Спокута), і проект спочатку називався Найкраща партія.

## Актори
| Актор               | Роль                  |
| ------------------- | --------------------- |
| Сергій Комаровський | Алекс                 |
| Артемій Єгоров      | Карл (друг Алекса)    |
| Катерина Рубашкіна  | Іріт                  |
| Лев Сомов           | Урі                   |
| Анна Кузіна         | Мері (адміністратор)  |
| Василь Вірастюк     | капітан поліції       |
| Вікторія Булітко    | сержант поліції       |
| Максим Паньків      | Товстий               |
| Василь Кухарський   | Худий                 |
| Олексій Колісник    | Орест                 |
| Петро Крилов        | Дік                   |
| Істан Розумний      | Марк                  |
| Андрій Матешко      | Бармен                |
| Віктор Стороженко   | Вікторія (дворецький) |
| Наталія Васько      | відвідувачка          |